# Mała Modyń
Mała Modyń (988 m) – drugi, mało wybitny wierzchołek masywu Modyni w Beskidzie Wyspowym, znajdujący się na południowy wschód od głównego szczytu Modyni (1028 m). Jest zwornikiem; grzbiet Modyni rozgałęzia się na nim na dwa grzbiety:
- północno-wschodni, opadający w widły potoków Czarna Woda i Zakiczański Potok. Zakończony jest wzniesieniami Piechówka i Skalica,
- południowy, zakończony wzniesieniem Okrąg[2].

Nazwa szczytu jest rodzaju żeńskiego (mówi się „na Małej Modyni”). Szczyt jest całkowicie porośnięty lasem modrzewiowo-świerkowym. Prowadzi przez niego znakowany szlak turystyczny.
Szlak turystyczny
 Łącko – Piechówka – Mała Modyń – Modyń. Czas przejścia 3:20 h (↓ 2.30 h), suma podejść ok. 690 m.